# Sareh Bayat
Sareh Bayat (in persiano ساره بیات‎; Mashhad, 6 ottobre 1979) è un'attrice iraniana, vincitrice dell'Orso d'argento per la migliore attrice nel 2011.

## Biografia
Ottiene il successo internazionale nel 2011 con l'interpretazione del personaggio di Razieh in Una separazione.

## Filmografia
- Una separazione (Jodāyi-e Nāder az Simin), regia di Asghar Farhadi (2011)
- Nahid, regia di Ida Panahandeh (2015)
- Mohammad Rasoolollah, regia di Majid Majidi (2015)
- Otaghe Tarik, regia di Rouhollah Hejazi (2018)
- Ankaboot, regia di Ebrahim Irajzad (2020)

## Doppiatrici italiane
- Laura Latini in Una separazione

## Premi e riconoscimenti
Festival di Berlino
2011 - Migliore attrice - Una separazione (Jodāyi-e Nāder az Simin)
London Critics Circle Film Awards
2011 - Migliore attrice non protagonista - Una separazione (Jodāyi-e Nāder az Simin)